# Alliance des Bakongos

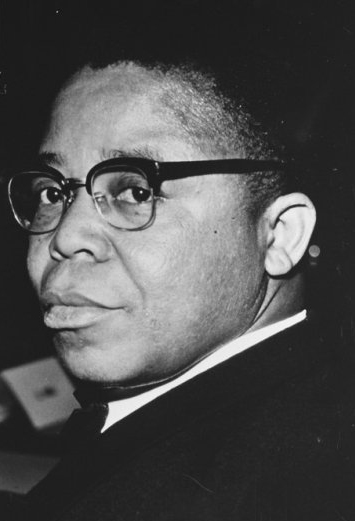
Joseph Kasavubu

De Alliance des Bakongos (ABAKO) was een van de drie belangrijkste politieke partijen in Belgisch-Congo en droeg zijn steentje bij tot de val van het koloniale regime en de Congolese Dipenda van 30 juni 1960.

## Achtergrond
De Abako was een etnische regionalistische partij met wortels in de provincie Bas-Congo (Neder-Kongo). Deze partij groepeerde alle stammen uit deze rijke provincie en herenigde hen als Bakongos onder de Abako-vlag.
In 1956 publiceerde de Abako zijn eerste onafhankelijkheidsmanifest en verkreeg alzo ook aanhang buiten zijn oorspronkelijke territorium. Abako-leider en latere president, Joseph Kasavubu wierp zich ook op als de prowesterse bevrijder van Congo.
Tijdens de gemeenteraadsverkiezingen van 1957 behaalde de Abako de absolute meerderheid in nagenoeg alle steden van Neder-Congo en 133 van de 170 zetels van de hoofdstad Leopoldstad (het huidige Kinshasa) waar de Bakongos de minderheid vormden.
Na deze verkiezingen braken er rellen uit in Leopoldstad tussen de Bakongo-minderheid (die beschuldigd werd van massale verkiezingsfraude) en de andere ethniën gesteund door de MNC van Patrice Lumumba.
In 1959 sloot de Abako een pact met de MNC en gingen beiden in kartel naar de verkiezingen. De MNC bezorgde het kartel een landelijke meerderheid, maar onder druk van het Westen werd Abako-leider Joseph Kasavubu als president voorgedragen en Patrice Lumumba slechts als eerste minister. ABAKO haalde 12 van de 137 zetels in het parlement.
De derde grote Congolese partij, de CONAKAT, weigerde regeringsdeelname en hun leiders Moïse Tsjombe en Godefroid Munongo verlieten Leopoldstad om in hun thuisprovincie Katanga, waar ze sterk stonden, een secessiepolitiek te voeren.
Na de moord op Lumumba in 1961 werd de prominente positie van de MNC overgenomen door de Abako. Na de staatsgreep van Mobutu in 1965 werd de Abako verboden en ging hij op in de nieuwe eenheidspartij, de MPR.